# Kill Bill: Volum 2
Kill Bill: Volum 2 és una pel·lícula d'arts marcials estatunidenca del 2004 escrita i dirigida per Quentin Tarantino. És la segona part de Kill Bill, i és protagonitzada per Uma Thurman com a Núvia, que continua la seva campanya de venjança contra el Esquadró de Vibres Assassines (Lucy Liu, Michael Madsen, Daryl Hannah i Vivica A. Fox) i el seu líder Bill (David Carradine), que van intentar matar-la a ella i al seu fill per néixer. Ha estat doblada al català.
Volum 2 és la segona de dues pel·lícules de Kill Bill produïdes simultàniament; el primer, Volum 1, es va publicar sis mesos abans. Originalment estaven preparats per a un sol llançament, però la pel·lícula, amb una durada de més de quatre hores, es va dividir en dos. Tarantino va concebre Kill Bill com un homenatge al cinema grindhouse incloent pel·lícules d'arts marcials, cinema de samurais, blaxploitation i spaghetti westerns. Igual que el seu predecessor, Volum 2 va rebre crítiques positives. Va recaptar 152,2 milions de dòlars a tot el món amb un pressupost de producció de 30 milions de dòlars.

## Argument
La Núvia embarassada i el seu nuvi assajen el seu casament. Bill, l'antic amant de la Núvia, el pare del seu fill i líder de l'Esquadra d'Assassins de la Vibra Mortal, arriba de manera inesperada i ordena les Vibres Assassines que matin tothom a l'assaig del casament. Bill dispara a la núvia al cap, però ella sobreviu i jura venjança.
Quatre anys més tard, la núvia, després d'haver assassinat a les Vibres Assassines O-Ren Ishii i Vernita Green, va al tràiler del germà de Bill, Budd, un altre Vibra Mortal, planejant emboscar-lo. Després d'haver estat advertit per Bill abans, la incapacita amb una escopeta no letal de sal gema i la seda. Truca a Elle Driver, una altra antiga Vibra Mortal, i s'encarrega de vendre-li l'espasa única de la núvia per 1 milió de dòlars. Segella la núvia dins d'un taüt i l'enterra viva.
En un flashback d'anys abans, Bill li explica a la jove núvia el llegendari mestre Pai Mei de les arts marcials i la seva tècnica de cor explosiu de palma de cinc puntes, un cop mortal que Pai es nega a ensenyar als seus estudiants; utilitzat correctament, es considera que l'atac deixa un oponent capaç de fer només cinc passos abans de morir. Bill porta la núvia al temple de Pai per entrenar-se. Pai la ridiculitza i la turmenta durant l'entrenament, però finalment es guanya el seu respecte. En el present, la Núvia utilitza les tècniques de Pai per escapar del taüt i fer-se camí cap a la superfície.
Elle arriba al tràiler de Budd i el mata amb una mamba negra amagada dins de la caixa plena de diners per l'espasa. Elle truca a Bill i li diu que la Núvia ha matat en Budd i que ella ha matat a la Núvia, utilitzant el nom real de la Núvia: Beatrix Kiddo. Quan Elle surt del tràiler, Beatrix li embosca i es barallen. Elle, que també va ser ensenyada per Pai, es burla de Beatrix revelant-li que va matar en Pai enverinant el seu menjar favorit com a retribució perquè li va treure l'ull després que l'hagués titllat de "un vell i miserable ximple". Enfurismada, Beatrix treu l'ull que li queda a Elle i la deixa cridant al tràiler amb la mamba negra.
A Acuña, Mèxic, la Beatrix coneix un proxeneta jubilat, Esteban Vihaio, que l'ajuda a trobar en Bill. Ella el rastreja fins a casa seva i descobreix que la seva filla B. B. encara viu, ara té quatre anys. Beatrix passa la vetllada amb ells. Després de posar a B. B. al llit, Bill dispara a Beatrix amb un dard que conté serum de la veritat i la interroga. Explica que va deixar els Vibre Assassins quan va descobrir que estava embarassada, per tal de donar a B. B. una vida millor. Bill explica que va suposar que estava morta; va ordenar l'assassinat d'ella quan va descobrir que estava viva i es va comprometre amb un "imbécil" que va suposar que era el pare del seu fill. Els dos comencen a barallar-se, però la Beatrix atrapa l'espasa d'en Bill a la seva beina i el colpeja amb la tècnica del cor explosiu de la palma de cinc puntes. Sorprès que en Pai li hagi ensenyat l'atac, en Bill es reconcilia amb ella, després cau mort mentre s'allunya. Beatrix marxa amb B. B. per començar una nova vida.

## Repartiment
- Uma Thurman com a la Núvia / Beatrix Kiddo (Mamba negra): antic membre del Grup d'Assassins Vibra Mortal que es descriu com "la dona més mortal al món. Ella és l'objectiu dels seus antics aliats a la massacre de la capella del casament i cau en coma. Quan es desperta quatre anys més tard, s'embarca en un camí mortal de venjança contra els autors de la massacre.
- David Carradine com a Bill (Encantador de serps): l'antic líder del Grup d'Assassins Vibra Mortal. També és l'antic amant de Beatrix i el pare de la seva filla. Ell és l'objectiu final de la venjança de Beatrix.
- Michael Madsen com a Budd (Sidewinder): antic membre de l'Esquadra d'assassinat de Deadly Viper i germà de Bill. Més tard es converteix en un goril·la que viu en un tràiler. És el tercer dels objectius de venjança de Beatrix.
- Daryl Hannah com a Elle Driver (serp muntanyenca californiana): antic membre del Grup d'Assassins Vibra Mortal. És el quart dels objectius de venjança de Beatrix. Driver es basa en Madeleine (Christina Lindberg) a Thriller – en grym film.[3]
- Gordon Liu com a Pai Mei: un mestre d'arts marcials immensament poderós i molt antic. Beatrix, Bill i Elle entrenen sota ell. Liu havia aparegut al volum 1 com a Johnny Mo, líder de la banda Yakuza The Crazy 88's.
- Michael Parks com a Esteban Vihaio: un proxeneta retirat. Va ser la primera de les "figures paternes" de Bill. Beatrix s'acosta a ell demanant-li el parador de Bill. Igual que Gordon Liu, Parks va aparèixer a la primera pel·lícula com un personatge diferent, el Texas Ranger Earl McGraw.
- Stephanie L. Moore, Shana Stein i Caitlin Keats com a Joleen, Erica i Janeen: les millors amigues de Beatrix que estan presents a l'assaig del casament.
- Bo Svenson com el reverend Harmony: el ministre que havia d'oficiar el casament de Beatrix i Tommy.
- Jeannie Epper com a Sra. Harmony: dona del reverend Harmony.
- Chris Nelson com a Tommy Plympton: el promès de Beatrix que és assassinat a la massacre de la capella del casament.
- Samuel L. Jackson com a Rufus: l'organista que havia d'actuar al casament de Beatrix i Tommy.
- Larry Bishop com a Larry Gomez: el gerent abusiu del club de striptease on treballa en Budd.
- Sid Haig com a Jay: un empleat del club de striptease on treballa en Budd.
- Laura Cayouette com a Rocket: una stripper que treballa al club de striptease on treballa en Budd.
- Clark Middleton com a Ernie: un amic de Budd que l'ajuda a enterrar viva a Beatrix.
- Perla Haney-Jardine com a B. B.: la filla de Beatrix i Bill. El seu pare la cria mentre la seva mare està en coma.
- Lawrence Bender com a treballador d'hotel (cameo sense acreditar)
- Helen Kim com a Karen Kim: una assassina enviada per matar a Beatrix. El seu atac arriba moments després que Beatrix s'assabenti que està embarassada.
- Lucy Liu com a O-Ren Ishii (Boca de cotó): antic membre de la Grup d'Assassins Vibra Mortal. Més tard es convertirà en la "reina de l'inframón de Tòquio". Ella és el primer dels objectius de venjança de Beatrix.
- Vivica A. Fox com a Vernita Green (Cap de coure): antic membre del Grup d'Assassins Vibra Mortal. Més tard es converteix en mestressa de casa que viu amb el nom fals de Jeannie Bell. Ella és el segon dels objectius de venjança de Beatrix.
- Julie Dreyfus com a Sofie Fatale: l'advocada d'O-Ren, la millor amiga i la segona tinent. També és una antiga protegida de Bill, i va estar present a la massacre de la capella del casament.
- Sonny Chiba com a Hattori Hanzo: venerat com el més gran forjador d'espases de tots els temps. Encara que es va retirar fa temps, accepta fabricar una espasa per a Beatrix.

## Producció
Kill Bill Volum 1 i Volum 2 es van planificar i produir com una sola pel·lícula. Després de començar l'edició, el productor Harvey Weinstein, conegut per pressionar els cineastes perquè escurcessin les seves pel·lícules, va suggerir que Tarantino dividis la pel·lícula en dos. La decisió es va anunciarel juliol de 2003.
Tarantino va dir que va estalviar la major part del desenvolupament del personatge de la núvia per a la segona pel·lícula: "Pel que fa a la primera meitat, no volia fer-la simpàtica. Volia fer-la que espantés." va dir que "estimava" la Núvia i que "es va suïcidar per posar-la en un bon lloc" per al final.

## Música
Igual que amb les pel·lícules anteriors de Tarantino, Kill Bill inclou una banda sonora eclèctica que inclou molts gèneres musicals. A les dues bandes sonores, la música va des de la música country fins a seleccions de les bandes sonores de pel·lícules de Spaghetti Western d'Ennio Morricone. El tema de Bernard Herrmann de la pel·lícula Twisted Nerve és xiulat per l'amenaçadora Elle Driver a l'escena de l'hospital. Un breu fragment de 15 segons de l'obertura del tema musical Ironside de Quincy Jones s'utilitza com a motiu de venjança de la núvia, que esclata amb un flashback vermellós sempre que estigui en companyia del seu proper objectiu. Les pistes instrumentals del guitarrista japonès Tomoyasu Hotei figuren de manera destacada, i després de l'èxit de Kill Bill es van utilitzar amb freqüència en anuncis de televisió estatundienca i en esdeveniments esportius. Els crèdits finals estan impulsats per la versió rock and roll de "Malagueña Salerosa", una cançó tradicional mexicana, interpretada per "Chingon", banda de Robert Rodriguez.

## Llançament

### Estrena cinematogràfica

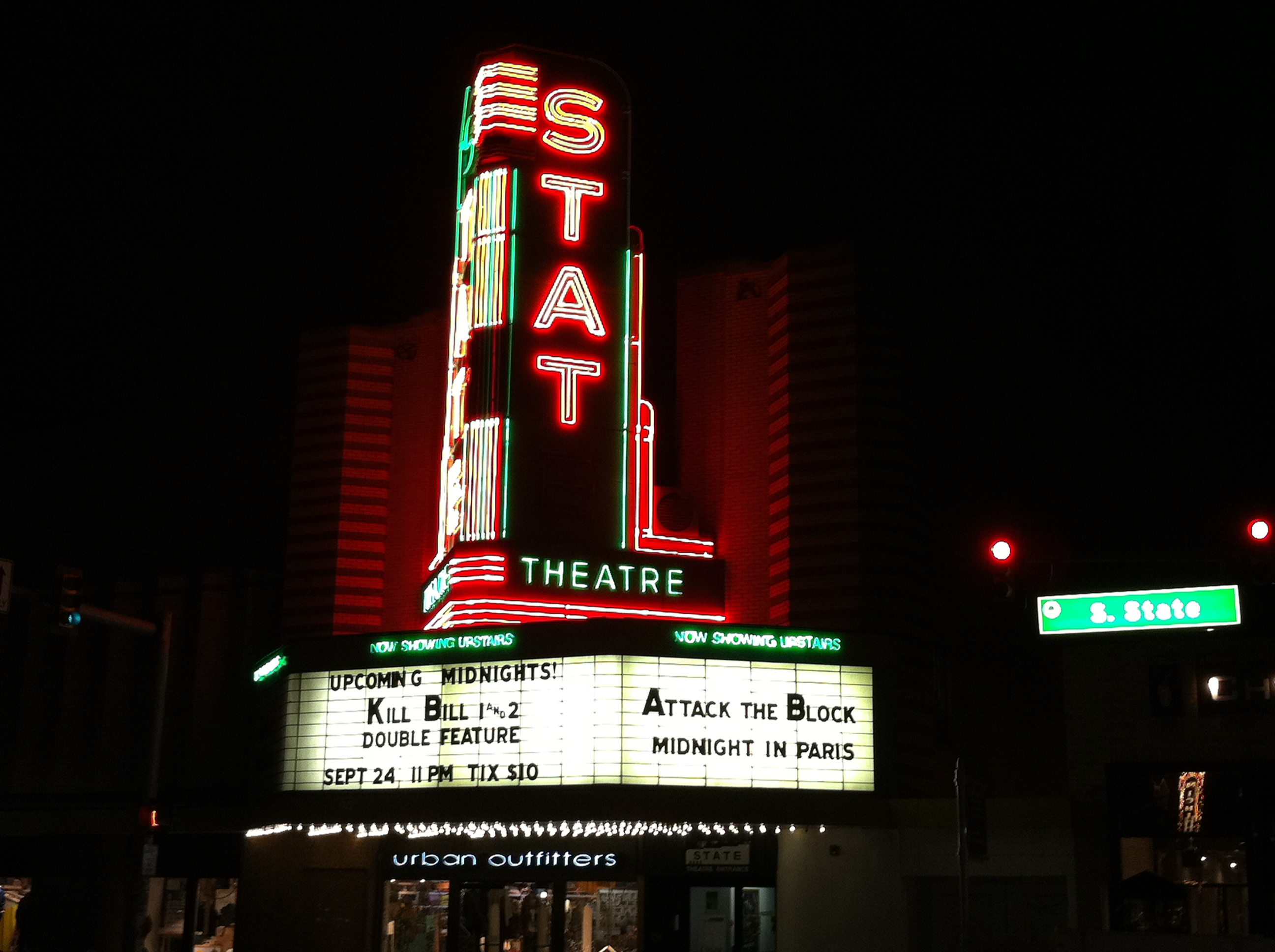
L'State Theatre (Ann Arbor, Michigan) mostra una sessió doble de Kill Bill Volum 1 i Volum 2

Kill Bill: Volum 2 es va estrenar als cinemes el 16 d'abril de 2004. Inicialment estava previst que s'estrenés el 20 de febrer de 2004, però es va reprogramar. Variety va plantejar que el retard havia de coincidir amb el seu llançament al cinema amb l'estrena del Volum 1 en DVD. Als Estats Units i al Canadà, Volum 2 es va estrenar a 2.971 cinemes i va recaptar 25,1 milions de dòlars el cap de setmana d'obertura, ocupant el primer lloc a taquilla i superant el seu company d'obertura El castigador. El volum brut del cap de setmana d'obertura del Volum 2 va ser superior al del Volum 1, i l'èxit equivalent va confirmar la decisió financera de l'estudi de dividir la pel·lícula en dues estrenes en sales.
Volum 2 va atreure més espectadors que Volum 1, amb un 60% de públic masculí i un 56% d'homes d'entre 18 i 29 anys. El cap de setmana d'estrena del Volum 2 va ser el més gran fins ara per a Miramax Films, a part dels llançaments sota el braç Dimension Films. El cap de setmana d'estrena també va ser el més gran fins ara al mes d'abril per a una pel·lícula restringida als Estats Units als espectadors de 17 anys o més, superant el rècord de Life de 1999. El cap de setmana d'obertura del Volum 2 es va veure reforçat amb la recepció del Volum 1 l'any anterior entre públic i crítica, abundant publicitat relacionada amb la divisió en dos volums i l'estrena en DVD de Volum 1 la setmana anterior a l'estrena al cinema del Volum 2.
Fora dels Estats Units i el Canadà, Volum 2 es va llançar a 20 territoris durant el cap de setmana del 23 d'abril de 2004. Va recaptar uns 17,7 milions de dòlars i va ocupar el primer lloc a la taquilla internacional, posant fi a una ratxa de vuit setmanes de The Passion of the Christ. Volum 2 va recaptar un total de 66,2 milions de dòlars als Estats Units i el Canadà i 86 milions de dòlars a altres territoris arreu del món, un total mundial de 152,2 milions de dòlars.

### Mitjans domèstics
Als Estats Units, Volum 2 es va publicar en DVD i VHS el 10 d'agost de 2004.
En una entrevista de desembre de 2005, Tarantino va abordar la manca d'un DVD d'edició especial per a Kill Bill dient: "He estat aguantant perquè hi he estat treballant durant tant de temps que només volia un any de descans. Kill Bill i després faré el gran paquet de DVD suplementari."
Els Estats Units no disposen d’una caixa de DVD de Kill Bill, tot i que els conjunts dels dos volums separats estan disponibles a altres països, com França, Japó i el Regne Unit. Amb el llançament en DVD de Volum 2 als Estats Units, tanmateix, Best Buy va oferir una caixa exclusiva per albergar els dos llançaments individuals junts.
Tant Volum 1 com Volum 2 es van publicar en alta definició a Blu-ray el 9 de setembre de 2008, al Estats Units.

### The Whole Bloody Affair

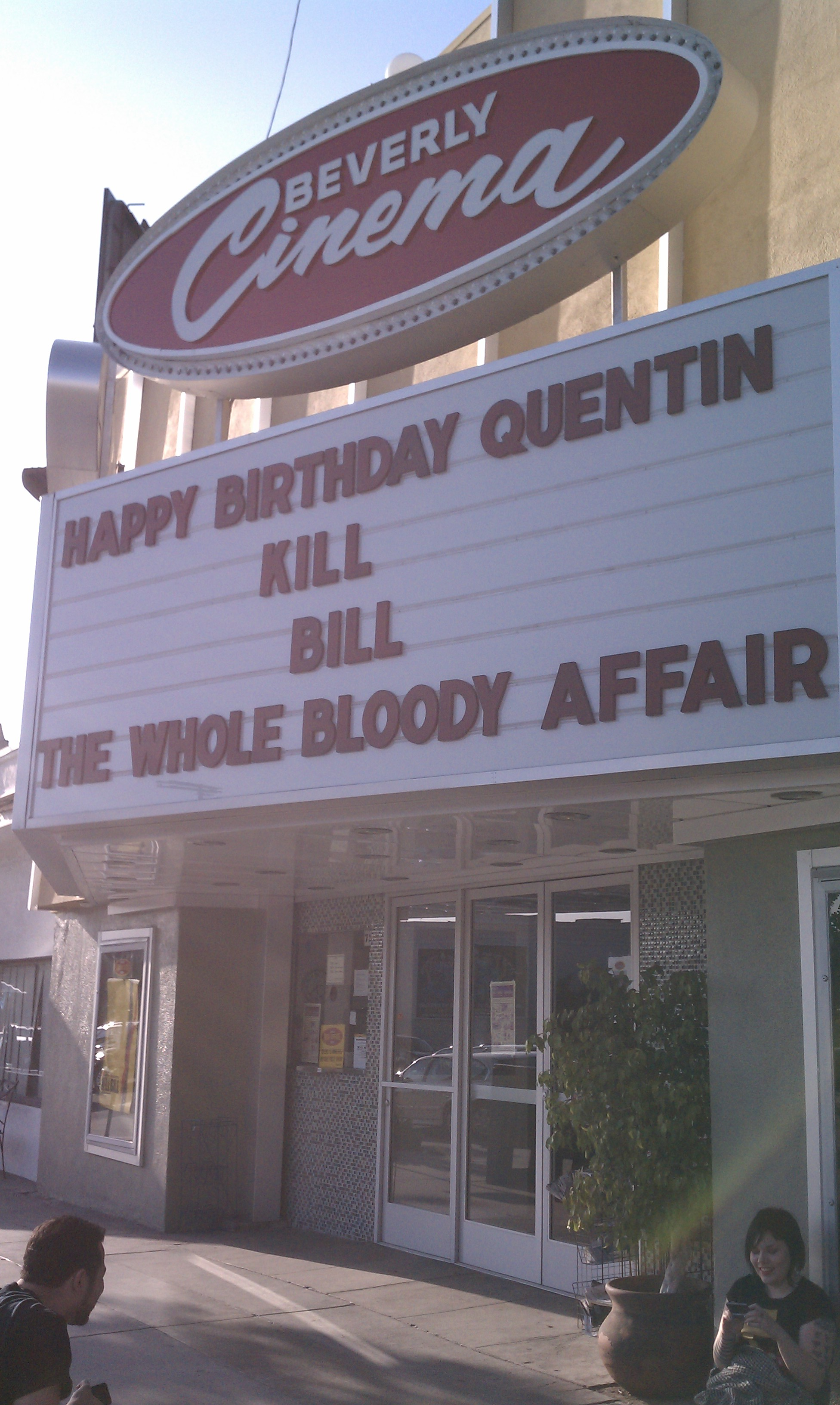
Estrena de The Whole Bloody Affair

Al Festival Internacional de Cinema de Provincetown de 2008, Tarantino va anunciar que el tall original de Kill Bill, que incorpora ambdues pel·lícules i una seqüència d'animació ampliada, que s'estrenaria el maig de 2009 com a Kill Bill: The Whole Bloody Affair. Les projeccions van començar el 27 de març de 2011 al New Beverly Cinema.

## Recepció
A l'agregador de ressenyes Rotten Tomatoes, Kill Bill: Volum 2 té una puntuació d'aprovació del 84% basada en 244 ressenyes, amb una puntuació mitjana de 7,80/10. El consens crític del lloc web afirma: "Kill Bill: Volum 2 afegeix una trama i un diàleg addicionals a les explotacions d'acció dura del seu predecessor, alhora que aconsegueix oferir una seqüela adequadament contundent." A Metacritic, que assigna una puntuació mitjana ponderada a les ressenyes dels principals crítics, la pel·lícula va rebre una puntuació mitjana de 83 sobre 100 basada en 41 crítiques, cosa que indica "aclamació universal ". El públic enquestat per CinemaScore va donar a la pel·lícula una nota mitjana de "A−" en una escala d'A+ a F, una nota superior a la "B+" que va obtenir la pel·lícula anterior.
Roger Ebert va donar a la pel·lícula 4 estrelles de 4, escrivint: "Poseu les dues parts junts, i Tarantino ha fet una saga magistral que celebra el gènere de les arts marcials alhora que el bromeja, l'estima i el transcendeix... Tot això és una pel·lícula, i ara que la veiem sencera, és més gran que les seves dues parts." El 2009, va nomenar Kill Bill una de les 20 millors pel·lícules de la dècada.

### Reconeixements
L'any 2005, Uma Thurman va rebre una nominació al Globus d'Or a la millor actriu dramàtica pel seu paper. David Carradine també va rebre una nominació al Millor actor de repartiment el mateix any. Kill Bill: Volum 2 es va col·locar a llista de la revista Empire de les "500 millors pel·lícules de tots els temps" al número 423 i la Núvia també va ocupar el lloc 66è a la llista Empire dels "100 Grans Personatges de Cinema".
| Premis                               | Premis                             | Premis                       | Premis    |
| Premi                                | Categoria                          | Receptor(s)                  | Resultat  |
| ------------------------------------ | ---------------------------------- | ---------------------------- | --------- |
| 10ns Premis Empire                   |                                    |                              |           |
| millor pel·lícula                    | Kill Bill: Volume 2                | Nominat                      |           |
| millor actriu                        | Uma Thurman                        | Nominat                      |           |
| millor director                      | Quentin Tarantino                  | Nominat                      |           |
| Escena de l’Any Sony Ericsson        | "The Bride" versus "Elle" sequence | Nominat                      |           |
| 62ns Globus d'Or                     | millor actriu – Drama              | Uma Thurman                  | Nominat   |
| 62ns Globus d'Or                     | Millor actor secundari             | David Carradine              | Nominat   |
| MTV Movie Awards 2005                | Millor pel·lícula                  | Kill Bill: Volume 2          | Nominat   |
| MTV Movie Awards 2005                | Millor actuació femenina           | Uma Thurman                  | Nominat   |
| MTV Movie Awards 2005                | Millor lluita                      | Uma Thurman vs. Daryl Hannah | Guanyador |
| 2004 Satellite Awards                |                                    |                              |           |
| Millor pel·lícula-drama              | Kill Bill: volum 2                 | Nominat                      |           |
| Millor actriu - Drama cinematogràfic | Uma Thurman                        | Nominat                      |           |
| Millor actor secundari - drama       | David Carradine                    | Nominat                      |           |
| Millor actriu secundària – drama     | Daryl Hannah                       | Nominat                      |           |
| 31ns Premis Saturn                   |                                    |                              |           |
| Millor pel·lícula d'acció/aventura   | Kill Bill: Volume 2                | Guanyador                    |           |
| millor actriu                        | Uma Thurman                        | Nominat                      |           |
| Millor actor secundari               | David Carradine                    | Guanyador                    |           |
| Millor actriu secundària             | Daryl Hannah                       | Guanyador                    |           |
| Millor actor/actriu jove             | Perla Haney-Jardine                | Nominat                      |           |
| millor director                      | Quentin Tarantino                  | Nominat                      |           |
| Millor guió                          | Quentin Tarantino                  | Nominat                      |           |